# Амедео Амадеї
Амедео Амадеї (італ. Amedeo Amadei; 26 липня 1921, Фраскаті — 24 листопада 2013) — колишній італійський футболіст, нападник. Згодом — футбольний тренер.
Насамперед відомий виступами за клуби «Рома» та «Наполі», а також національну збірну Італії.
Чемпіон Італії.

## Клубна кар'єра
У дорослому футболі дебютував 1936 року виступами за команду клубу «Рома», в якій провів два сезони, взявши участь лише у 6 матчах чемпіонату.
Протягом 1938—1939 років захищав кольори команди клубу «Аталанта».
Своєю грою за останню команду знову привернув увагу представників тренерського штабу клубу «Рома», до складу якого повернувся 1939 року. Цього разу відіграв за «вовків» наступні вісім сезонів своєї ігрової кар'єри. Більшість часу, проведеного у складі «Роми», був основним гравцем атакувальної ланки команди. У складі «Роми» був одним з головних бомбардирів команди, маючи середню результативність на рівні 0,5 голу за гру першості. За цей час виборов титул чемпіона Італії.
Протягом 1948—1950 років захищав кольори команди клубу «Інтернаціонале».
1950 року перейшов до клубу «Наполі», за який відіграв 6 сезонів. Граючи у складі «Наполі», також здебільшого виходив на поле в основному складі команди. Завершив професійну кар'єру футболіста виступами за команду «Наполі» у 1956 році.

## Виступи за збірну
1949 року дебютував в офіційних матчах у складі національної збірної Італії. Протягом кар'єри у національній команді, яка тривала 5 років, провів у формі головної команди країни 13 матчів, забивши 7 голів. У складі збірної був учасником чемпіонату світу 1950 року у Бразилії.

## Кар'єра тренера
Завершивши виступи на полі 1956 року залишився у клубній системі «Наполі» як головний тренер. Очолював тренерський штаб неаполітанського клубу з невеликою перервою до 1961 року.
Згодом, протягом 1972—1978 років був головним тренером жіночої збірної Італії з футболу.

## Статистика виступів

### Статистика клубних виступів
| Сезон                | Клуб                 | Чемпіонат | Чемпіонат | Чемпіонат |
| Сезон                | Клуб                 | Ліга      | Ігор      | Голів     |
| -------------------- | -------------------- | --------- | --------- | --------- |
| 1936-37              | «Рома»               | A         | 3         | 1         |
| 1937-38              | «Рома»               | A         | 3         | 0         |
| 1938-39              | «Аталанта»           | B         | 33        | 4         |
| 1939-40              | «Рома»               | A         | 22        | 2         |
| 1940-41              | «Рома»               | A         | 30        | 18        |
| 1941-42              | «Рома»               | A         | 30        | 18        |
| 1942-43              | «Рома»               | A         | 28        | 14        |
| 1944                 | «Рома»               | *         | 8         | 16        |
| 1945-46              | «Рома»               | *         | 34        | 15        |
| 1946-47              | «Рома»               | A         | 31        | 13        |
| 1947-48              | «Рома»               | A         | 35        | 19        |
| 1948-49              | «Інтернаціонале»     | A         | 38        | 22        |
| 1949-50              | «Інтернаціонале»     | A         | 32        | 20        |
| 1950-51              | «Наполі»             | A         | 37        | 11        |
| 1951-52              | «Наполі»             | A         | 36        | 12        |
| 1952-53              | «Наполі»             | A         | 30        | 7         |
| 1953-54              | «Наполі»             | A         | 34        | 10        |
| 1954-55              | «Наполі»             | A         | 19        | 6         |
| 1955-56              | «Наполі»             | A         | 15        | 1         |
| Усього в чемпіонатах | Усього в чемпіонатах |           | 457+8     | 189+16    |
| Усього в Серії A     | Усього в Серії A     |           | 423       | 174       |

### Статистика виступів за збірну
| Дата       | Місто     | Господарі  | Результат | Гості     | Турнір                   | Голи | Примітки |
| ---------- | --------- | ---------- | --------- | --------- | ------------------------ | ---- | -------- |
| 27/03/1949 | Мадрид    | Іспанія    | 1 – 3     | Італія    | товариський матч         | 1    |          |
| 22/05/1949 | Флоренція | Італія     | 3 – 1     | Австрія   | Кубок Центральної Європи | 1    |          |
| 12/06/1949 | Будапешт  | Угорщина   | 1 – 1     | Італія    | Кубок Центральної Європи | -    |          |
| 30/11/1949 | Лондон    | Англія     | 2 – 0     | Італія    | товариський матч         | -    |          |
| 05/03/1950 | Болонья   | Італія     | 3 – 1     | Бельгія   | товариський матч         | 1    |          |
| 02/04/1950 | Відень    | Австрія    | 1 – 0     | Італія    | Кубок Центральної Європи | -    |          |
| 02/07/1950 | Сан-Паулу | Парагвай   | 0 – 2     | Італія    | ЧС 1950 - 1-й етап       | -    |          |
| 08/04/1951 | Лісабон   | Португалія | 1 – 4     | Італія    | товариський матч         | 1    |          |
| 06/05/1951 | Мілан     | Італія     | 0 – 0     | Югославія | товариський матч         | -    |          |
| 03/06/1951 | Генуя     | Італія     | 4 – 1     | Франція   | товариський матч         | 1    |          |
| 11/11/1951 | Флоренція | Італія     | 1 – 1     | Швеція    | товариський матч         | 1    |          |
| 18/05/1952 | Флоренція | Італія     | 1 – 1     | Англія    | товариський матч         | 1    |          |
| 17/05/1953 | Рим       | Італія     | 0 – 3     | Угорщина  | Кубок Центральної Європи | -    |          |
| Усього     |           | Матчів     | 13        |           | Голів                    | 7    |          |

## Титули і досягнення
- Чемпіон Італії (1):

«Рома»: 1941/42